# Great Stirrup Cay
Great Stirrup Cay est une  caye sablonneuse qui fait partie des îles Berry aux Bahamas. Racheté à la Belcher Oil Company en 1977, l'île est devenue la propriété de la Norwegian Cruise Line  qui l'avait développée en tant qu'île privée. Elle est adjacente à Little Stirrup Cay, une île appartenant à la Royal Caribbean International.

## Géographie
Longue de 3.1 km, l'île a une superficie de 1.08 km². La partie nord de l'île possède une plage de sable entourée de rochers avec des zones de plongée. La partie sud comporte une piste d'atterrissage pour hélicoptères, une vaste zone sans végétation et de nombreux blocs de béton. Elle est utilisée comme escale pour les passagers des bateaux de croisière.

## Histoire
L'île a d'abord été peuplé par les indiens lucayens et fut aussi un repaire de pirates.
On y trouve essentiellement des cocotiers et le raisinier bord de mer, ainsi que quelques animaux comme le bécasseau sanderling, le goéland et la frégate ainsi que des variétés de crabes et de lézards. Great Stirrup Cay est un sanctuaire de la vie marine et il est strictement interdit de retirer quoi que ce soit de l'eau.

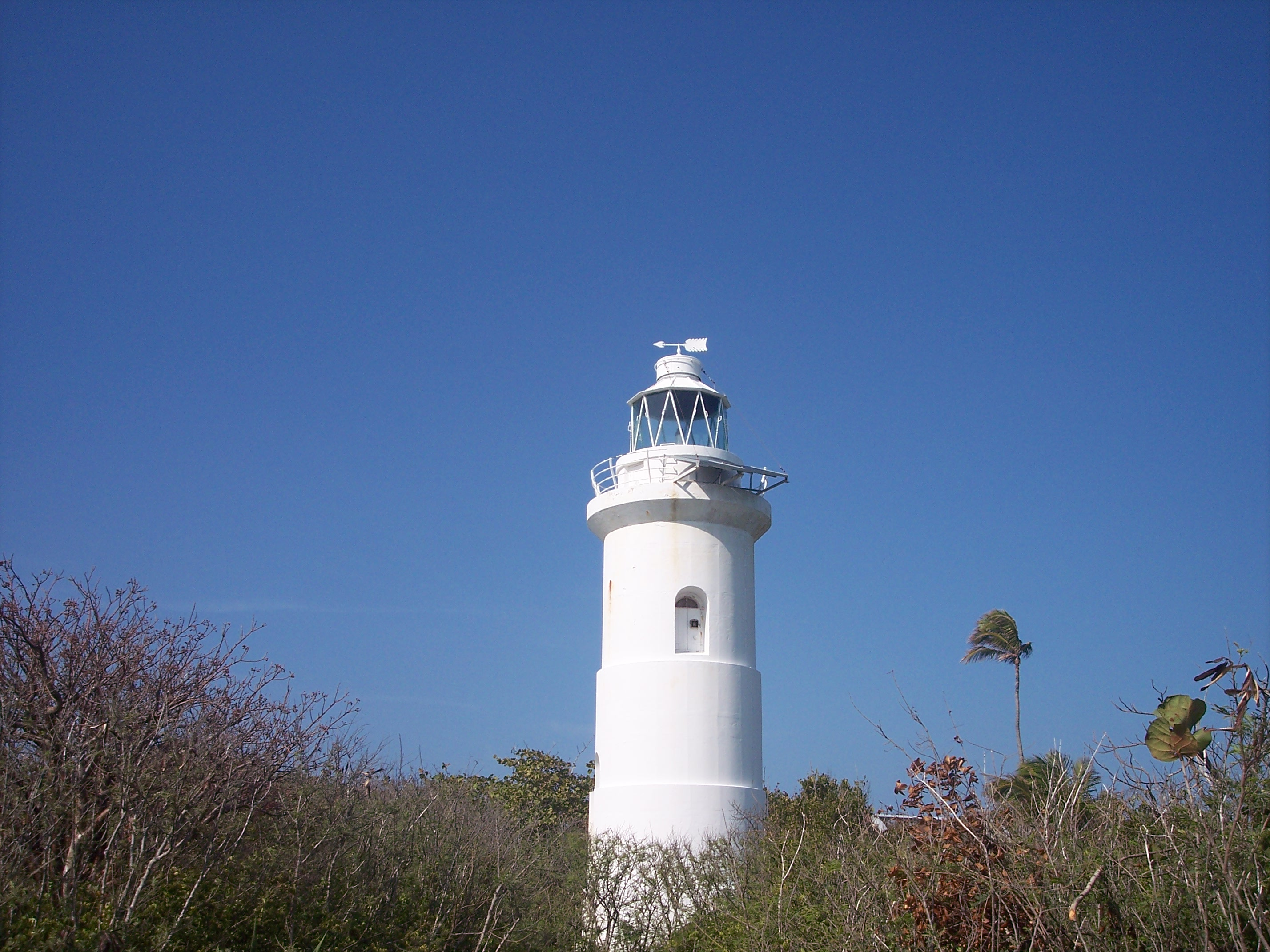
Phare de Great Stirrup Cay